# Quassel
Quassel IRC neboli Quassel je grafický klientský program pro protokol IRC. Poprvé byl vydán v roce 2008. Je multiplatformní (je pro Linux a UN*Xy obecně, pro Microsoft Windows i pro Mac OS X), přičemž v Kubuntu je od verze 9.04 přednastaveným systémovým klientem pro IRC. Je napsán v programovacím jazyce C++ a uvolněn pod licencí GNU GPL, jedná se tedy o svobodný software.
Na rozdíl od většiny jiných klientů pro IRC je samotný Quassel navržen modulárně v modelu klient–server. Jádro respektive server Quasselu komunikuje s IRC serverem a grafický klient Quasselu (používající knihovnu Qt) nekomunikuje přímo s IRC serverem, ale jen s jádrem Quasselu. To umožňuje uživateli zůstat připojený k IRC serveru, i když žádný grafický klient neběží (což je podobné čistě textovým řešením kombinujícím GNU Screen třeba s Irssi nebo s WeeChatem). Komunikace mezi klientem a jádrem může být šifrována pomocí SSL.
Historie diskusí je uchovávána v databázi typu SQLite nebo PostgreSQL a je v klientu dostupná, jako kdyby byl tento býval stále připojen.